# Santa Olalla del Cala
Santa Olalla del Cala (Cala-menti Szent Eulália) egy nagy falu Huelva tartományban Spanyolországban. A Sevilla és Astorga között futó Via Delapidata (mai változatában Via de la Plata) mentén a legfontosabb elágazás Zalamea la Real, a Cuenca Minera (Ásványvölgy) és a Guadiana (portugálul: Odiana) torkolata felé. A legközelebbi repülőtér a San Pablo repülőtér – röviden: SVQ – mintegy 70 km távolságra található.

## Fekvése
Santa Olalla del Cala a Via Delapidata mentén délről Sevilla, északról Mérida – Emerita Augusta – felől közelíthető meg. A Cala folyótól délre fekszik, északkeletre, Azuagán át érhető el Kasztília-La Mancha.
Huelva tartomány legészakkeletibb települése, az Aracena Nemzeti Park része. Kis erdőkkel körbevett rétjeit és kicsi dombjait számos kis patak veszi körül, mely különleges természeti szépséget ad.

## Történet
Santa Olalla del Cala környéke már a bronzkor óta lakott. Mivel a folyóvölgyi terület a Via Delapidata vonalán van, a rómaiak is lakták a vidéket, a közelben maga Cala település is római leletek lelőhelye, Baetica és Lusitania határán az Odiel (Luxia) folyón túl, Lusitaniában.
Az első írásos dokumentum jelenleg 1293-ból, IV. Sancho kasztíliai király idejéből származik. Ő építtette a kastélyt egy kis arab erőd helyére.

## Nuestra Senora de la Asunción-templom

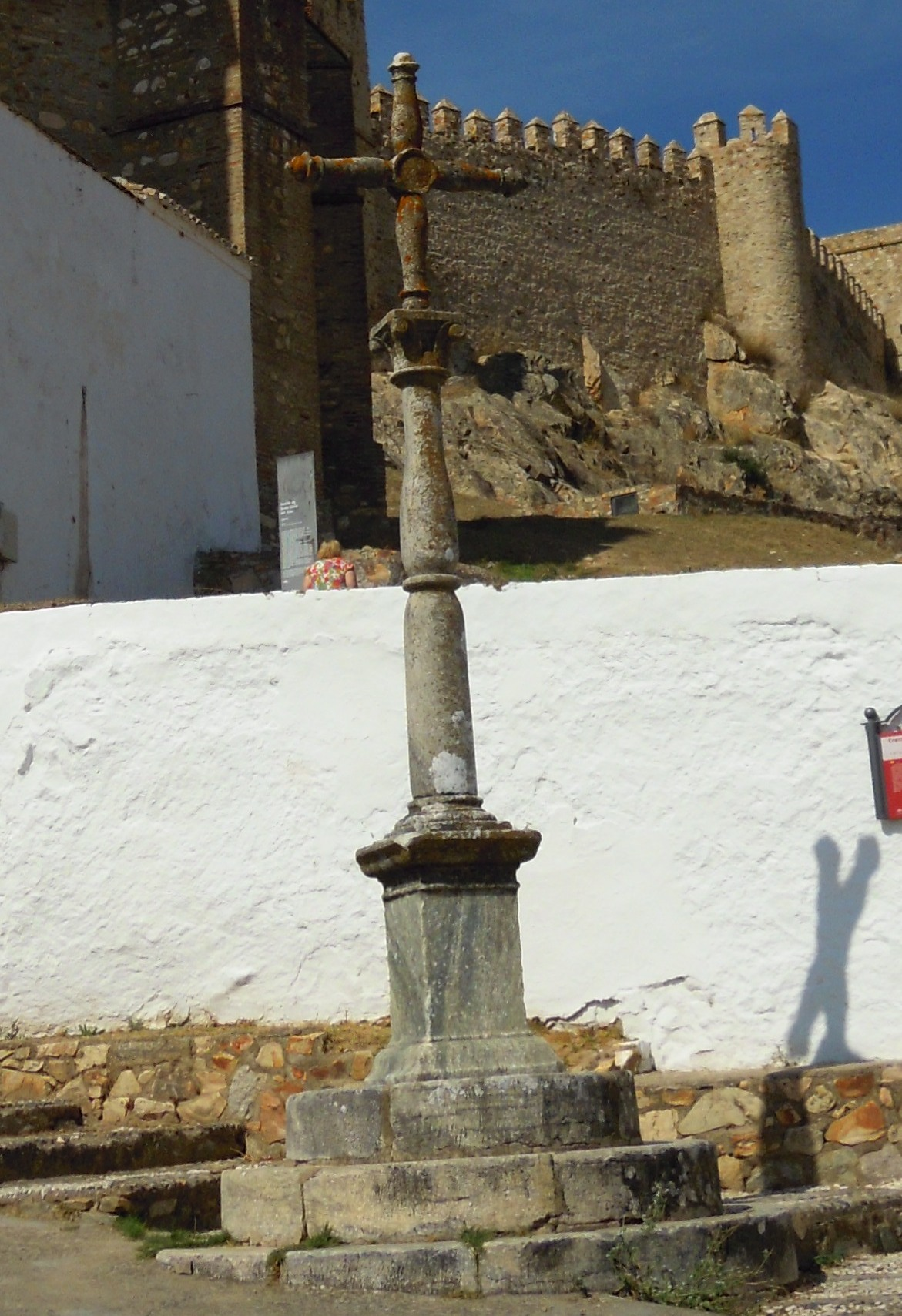
Az 'Ezüst utat jelző platereszk kereszt'

A 10. században zsinagóga volt a falu zsidó negyedében. E korból 2 oszlop látható. Az arabok mecsetként használták, ennek nyomai is láthatók, ezután készült gótikus bejárata.

### Zarándok keresztút
A Nuestra Senora de la Asunción-templom bejáratával szemben, a dombon kicsit lejjebb áll egy kereszt, mely a Via Delapidatát  meghosszabbító 'Ezüst Utat' jelzi (más néven Vía de la Plata) Santiago de Compostela irányába Sevilla felől.

## Galéria

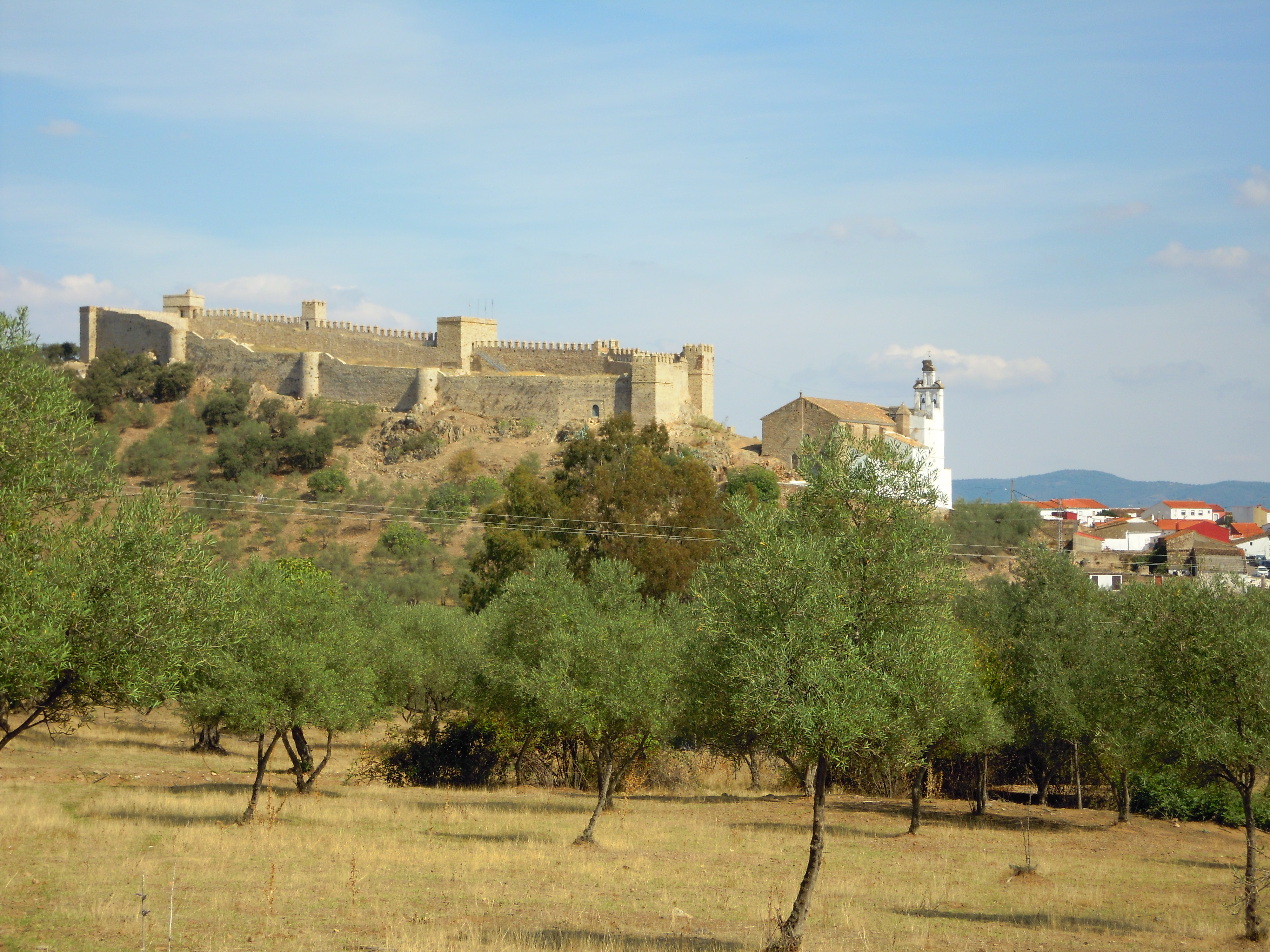
A kastély keletről
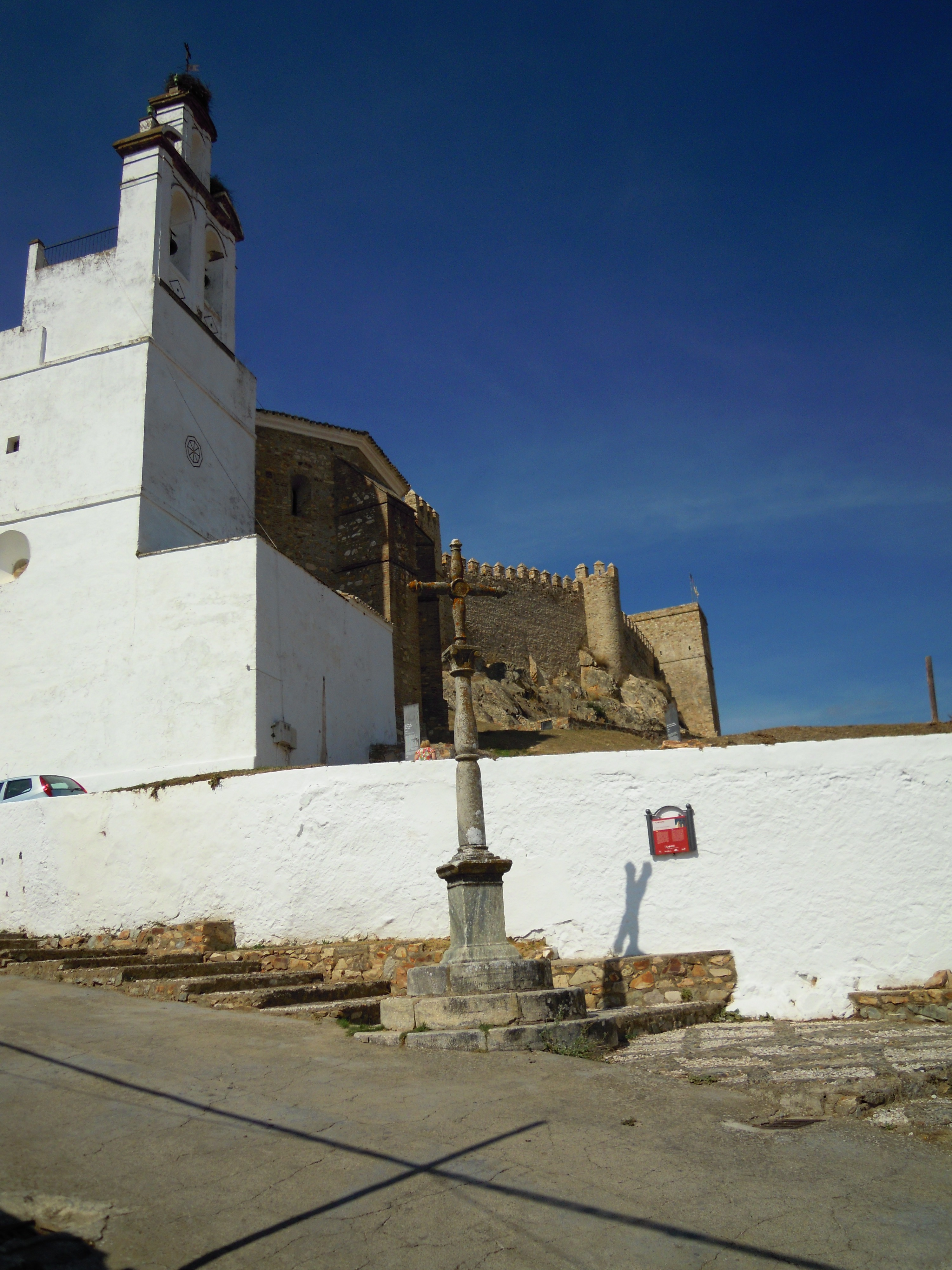
A Nuestra Senora de la Asunción-templom
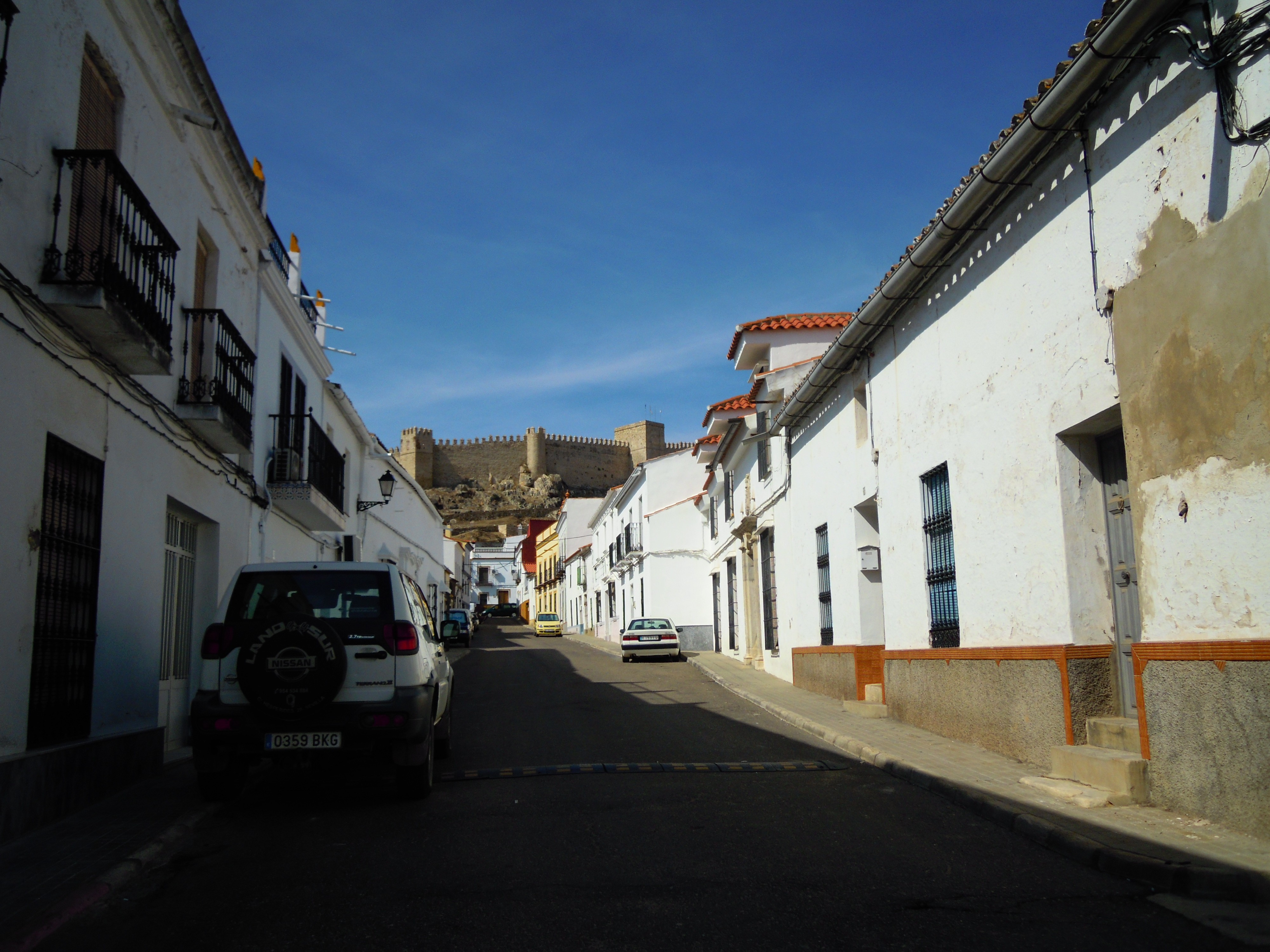
A kastélyhoz vezető út
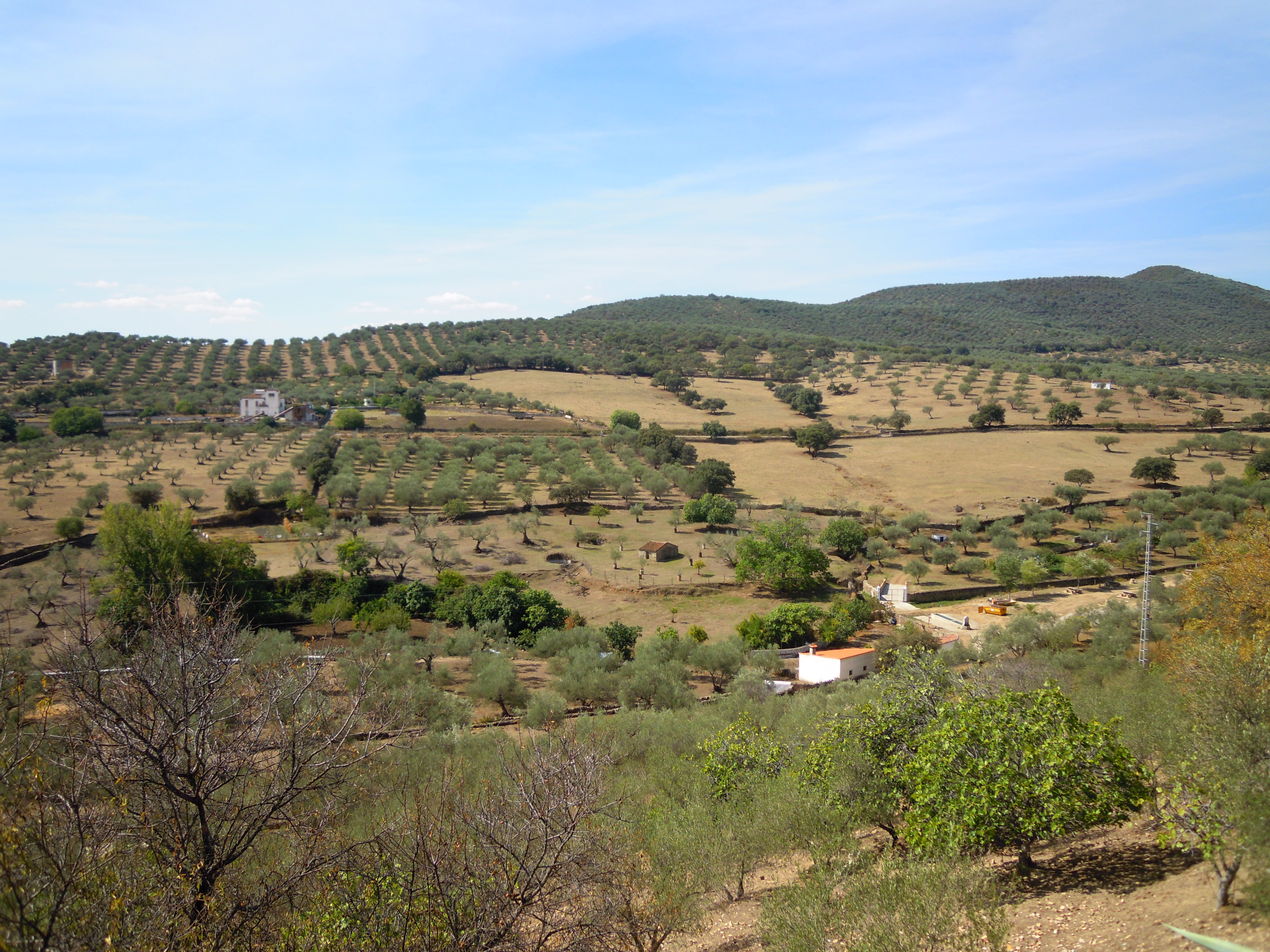
A vidék a kastélytól nyugatra
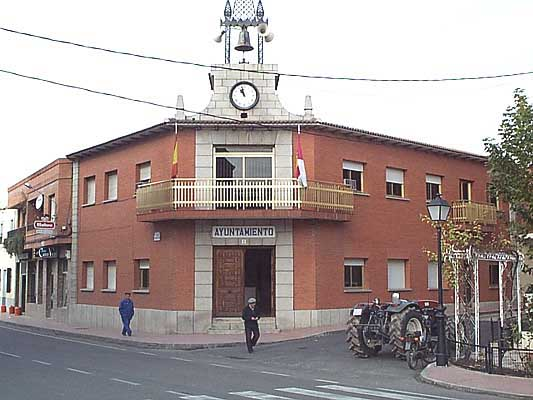
Santa Olalla del Cala Városháza

## Népesség
A település lakosságának változását az alábbi diagram mutatja:
| Lakosok száma | 2203 | 2176 | 2135 | 2187 | 2190 | 2002 | 2042 | 2001 | 2034 | 2061 |
|               | 2001 | 2004 | 2006 | 2009 | 2011 | 2014 | 2016 | 2019 | 2021 | 2024 |

## Fordítás
- Ez a szócikk részben vagy egészben a Santa Olalla del Cala című spanyol Wikipédia-szócikk fordításán alapul.  Az eredeti cikk szerkesztőit annak laptörténete sorolja fel. Ez a jelzés csupán a megfogalmazás eredetét és a szerzői jogokat jelzi, nem szolgál a cikkben szereplő információk forrásmegjelöléseként.